# ميدل بروك (ميزوري)
ميدل بروك (بالإنجليزية: Middle Brook)‏ هي إحدى المجتمعات الفردية (غير مصنفة) في ولاية ميزوري في الولايات المتحدة الأمريكية.